# Tina Ferreira
María Cristina Ferreira Acosta (Pando, 14 de maig de 1972), coneguda com a Tina Ferreira, és una ballarina, presentadora i actriu uruguaiana, coneguda per les seves participacions en comparses de Carnaval.
Tina Ferreira és filla de Rosa Acosta i José Ferreira. Amb 18 anys, el director d'una comparsa de candombe, José de Lima, la va contractar per encapçalar el seu espectacle Marabunta. Aquest any va obtenir el premi a la millor vedet de la desfilada de Llamadas i del concurs oficial de Carnaval, així com el previ revelació. En els anys següents va participar en les comparses Yambo Kenia, Serenata Africana, Kanela y su Baracutanga, Senegal, Sarabanda, Tronar de Tambores, Aurora, i Triniboa, obtenint setze mencions a la millor vedet entre els concursos oficials de Llamadas i de Carnestoltes.
El 2001 va ser convocada pel documentalista de televisió Daniel Correa per conduir el programa Salas de Naciones, dedicat a la difusió de temes relatius als afrodescendents. Va participar també en diversos programes de televisió, com De Igual a Igual, Sin Misterio, Todo Carnaval 2003, Anticipo de Carnaval 2003, Subrayado Dominical, Pasión de Carnaval, i La Fiesta.
Va integrar l'equip d'assessors de la Presidència de la Junta Departamental de Montevideo i en el 2009 va realitzar el procediment d'avaluació de les Cordes de Tambors per a la Moguda Jove de la Comuna de la capital.
Ha realitzat viatges a Mèxic, Austràlia, Argentina, Xile, els Estats Units d'Amèrica i al Brasil com a representant del candombe i també ha participat com a convidada especial en diferents programes televisius, desfilades de moda, concursos, publicitat, vídeos clips, produccions fotogràfiques i cinema.

## Premis
- 1991, Premi revelació del Concurs de Llamadas, Uruguay.
- 1993, 1995, 1998, 2000, 2001 y 2007, Premi Millor Vedet del Concurs de Carnaval, Uruguai.
- 2001, Premi Morosoli.